# Metropolitan Borough of Rochdale
The Metropolitan Borough of Rochdale er et Metropolitan borough (et storbyområde under én forvaltningsenhed) i Greater Manchester, England.
Borough'et havde 212.962 indbyggere i 2014, mens administrationsbyen Rochdale havde 107.926 indbyggere i 2011.
Metropolitan Borough of Rochdale opstod, da en række mindre forvaltningsenheder blev slået sammen i 1974. Èn af de sammenlagte enheder var Municipal Borough of Middleton, der havde eksisteret fra 1886 til 1974.

## Andelsbevægelsen
Den første brugsforening opstod, da 28 vævere i Rochdale nord for Manchester i 1844 gik sammen i en forening for at købe sukker, smør og mel til fordelagtige priser.
De 28 arbejdere, der havde åbnet den første brugsforening, formulerede de kooperative grundprincipper i 1844: åbent medlemskab, demokratisk styrelse, begrænset forrentning af medlemskapitalen og fordeling af udbyttet i forhold til omsætningen.
Gruppen blev kaldt Rochdalepionererne.
Den første brugsforening i Danmark var Thisted Arbejderforening, som blev etableret i 1866 på initiativ af præsten Hans Christian Sonne.
I Danmark blev brugsforeningerne grundstammen for andelsbevægelsen, der gennem mere end 100 år prægede landsognene og dansk landbrug.
53°37′00″N 2°09′24″V / 53.616666666667°N 2.1566666666667°V